# Bôrka
Bôrka este o comună slovacă, aflată în districtul Rožňava din regiunea Košice. Localitatea se află la altitudinea de 560 m deasupra n.m., se întinde pe o suprafață de 23,74 km2 și în 2017 număra 579 de locuitori.

## Istoric
Localitatea Bôrka este atestată documentar din 1409.

## Demografie
| An:                | 1994 | 2004    | 2014    | 2024    |
| ------------------ | ---- | ------- | ------- | ------- |
| Număr de persoane: | 352  | 461     | 543     | 652     |
| Diferență:         |      | +30,96% | +17,78% | +20,07% |

| An:                | 2023 | 2024   |
| ------------------ | ---- | ------ |
| Număr de persoane: | 646  | 652    |
| Diferență:         |      | +0,92% |